# Милена Шотра
Милена Шотра (Требиње, 1909 − 2003) била је српска сликарка. 

## Биографија
Рођена је 1909. године у даровитој херцеговачкој породици. С непуних шеснаест година, родитељи су Милену удали за Војислава Гаћиновића, потоњег свештеника, с којим, убрзо након удаје одлази у Америку. Милена је писала за многе исељеничке новине, основала је школу матерњег језика и историје, руководила је хоровима, радила је на оснивању напредних друштава, држала је говоре, сарађивала је са истакнутим револуционарима, организовала људе, сакупљала помоћ за партизане. 
Радила је цртеже, илустрације, опреме књига, честитке, плакате и друге врсте материјала потребних за пропагандне активности радничког покрета. Између два рата, сликарство је учила код Петра Добровића у Београду, Андре Лота у Паризу и Александра Архипенка у Њујорку. Умјетничко школовање и живот у Америци прекида 1947. године, због повратка у ослобођени Београд, гдје се активно укључује у друштвенополитички живот. Коначно је успјела да се посвети сликарству, када је затражила и добила пензију 1960. године. 
Приредила је на десетине самосталних изложби, а такође је излагала на групним изложбама УЛУС-а, УЛУБИХ-а и УЛУЦГ-а и мањим групама умјетника. Заједно са београдским умјетницама, 1955. године основала је ликовну групу „Осми март“. Портрети, пејзажи и мртве природе најчешћи су тематски призори које је радила у једном даху, брзим потезима, испољавајући на тај начин осјећања своје снажне личности. Као особен опус у њеном сликарству издвајају се сликарски путописи, које је стварала у деценијама по повратку у Београд, путујући са палетом и кистом око свијета.